# Coulaures
Coulaures (okzitanisch Coulòures) ist eine französische Gemeinde mit 758 Einwohnern (Stand: 1. Januar 2022) im Norden des Départements Dordogne in der Region Nouvelle-Aquitaine (vor 2016: Aquitanien). Die Gemeinde gehört zum Arrondissement Nontron und zum Kanton Isle-Loue-Auvézère.

## Geographie
Coulaures liegt etwa zehn Kilometer ostnordöstlich von Périgueux am Zusammenfluss von Isle und Loue. Umgeben wird Coulaures von den Nachbargemeinden Saint-Jory-las-Bloux im Norden und Nordwesten, Saint-Germain-des-Prés im Norden, Saint-Pantaly-d’Excideuil im Osten, Tourtoirac im Südosten, Sainte-Eulalie-d’Ans im Süden und Südosten, Saint-Pantaly-d’Ans im Süden sowie Mayac und Savignac-les-Églises im Westen und Südwesten.

## Bevölkerungsentwicklung
| 1962                       | 1968 | 1975 | 1982 | 1990 | 1999 | 2006 | 2018 |
| -------------------------- | ---- | ---- | ---- | ---- | ---- | ---- | ---- |
| 822                        | 754  | 726  | 696  | 743  | 683  | 733  | 722  |
| Quellen: Cassini und INSEE |      |      |      |      |      |      |      |

## Sehenswürdigkeiten
- Kirche Saint-Martin aus dem 12. Jahrhundert, Umbauten aus dem 15. Jahrhundert, Monument historique seit 1948
- protestantische Kirche
- Kapelle Notre-Dame du Pont aus dem 13. Jahrhundert
- Schloss Conty
- Schloss Cordeuil
- Schloss La Cousse aus dem 14. Jahrhundert, Umbauten aus dem 18. Jahrhundert, Monument historique seit 1962
- Schloss Glane aus dem 15. Jahrhundert, Umbauten aus dem 17. Jahrhundert, Monument historique seit 1988
- Schloss La Reille aus dem 16. Jahrhundert, Monument historique seit 1975
- Rathaus
- Taubenturm im Weiler Verdeney

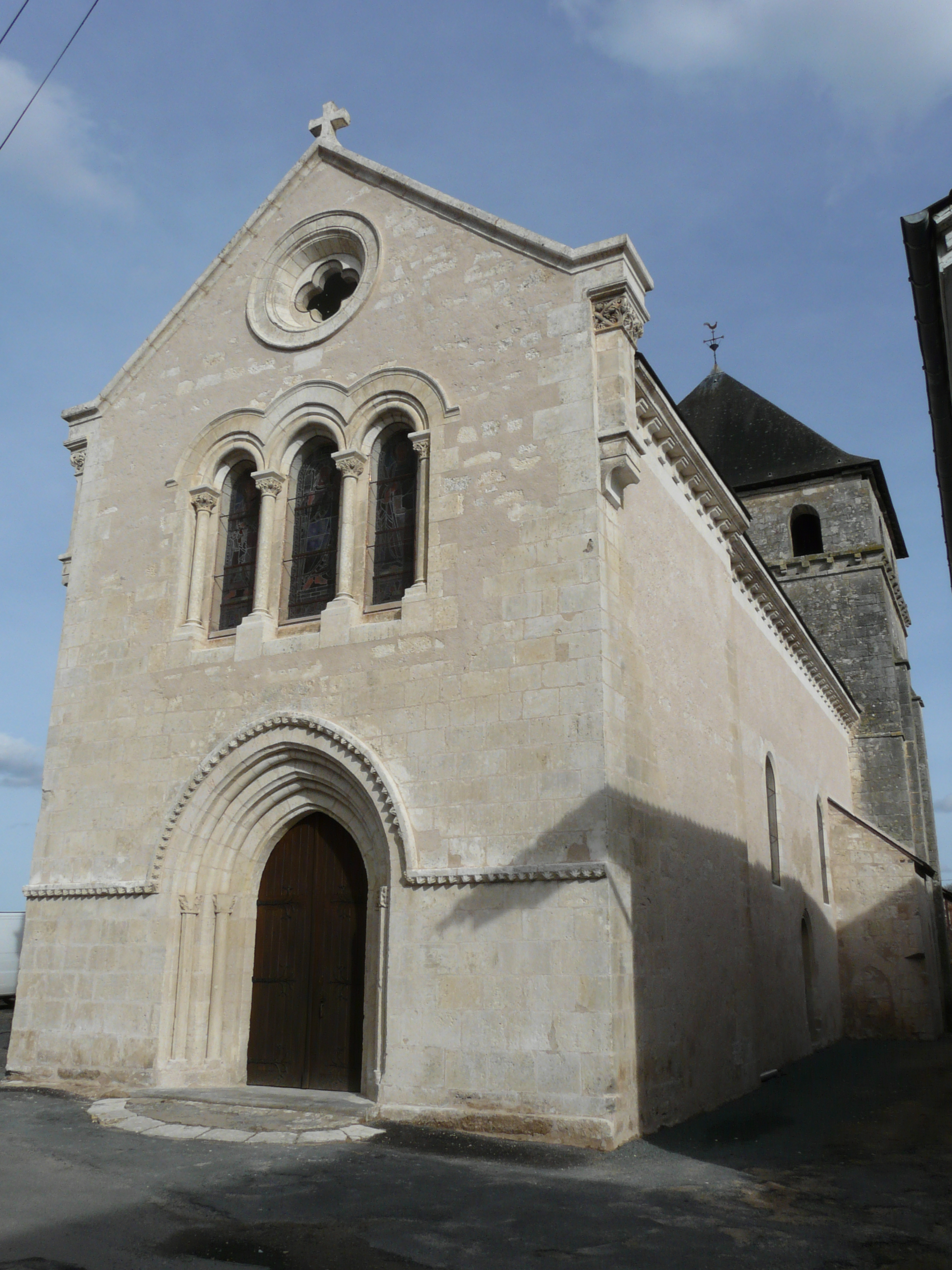
Kirche Saint-Martin
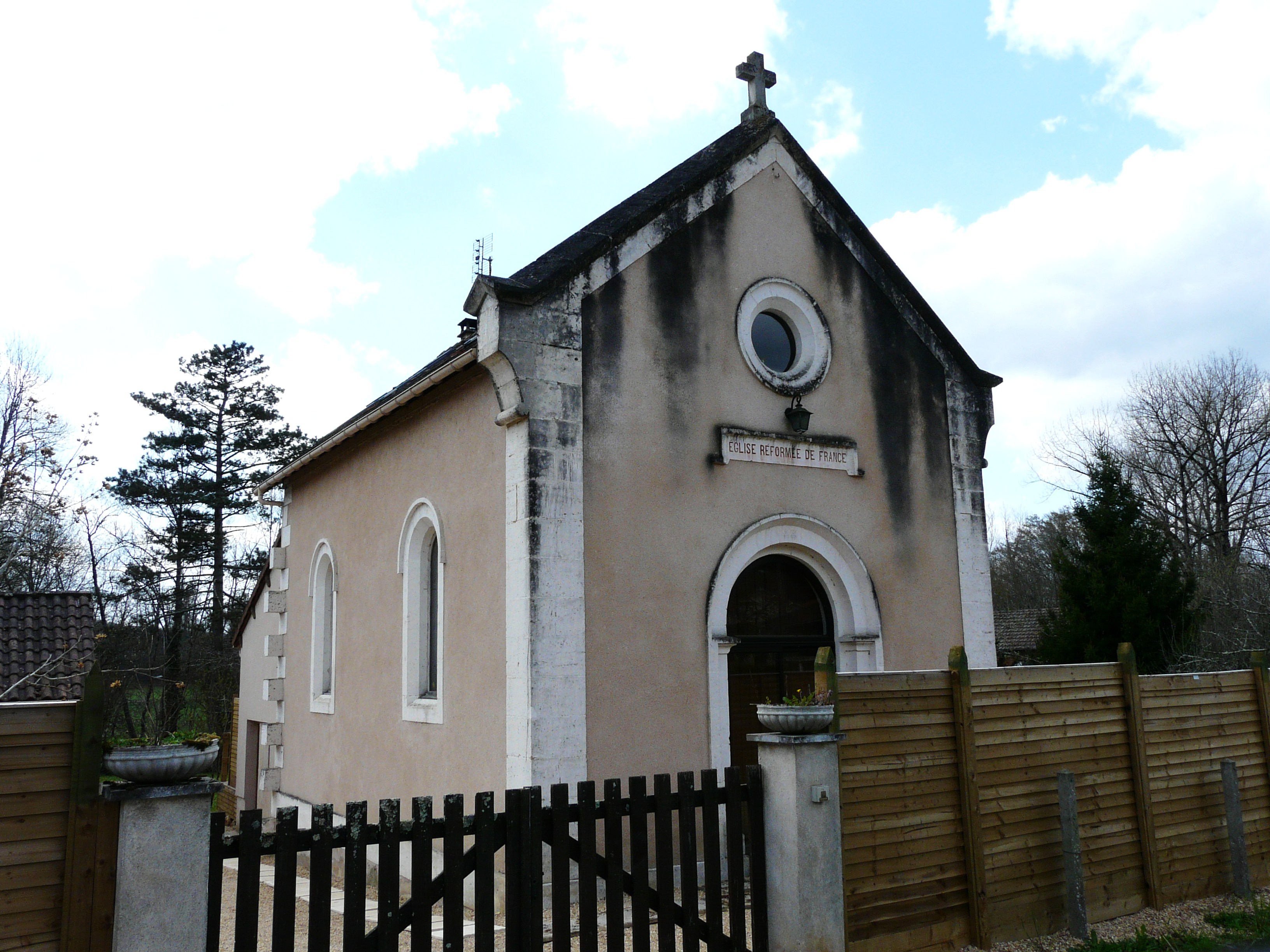
Protestantische Kirche
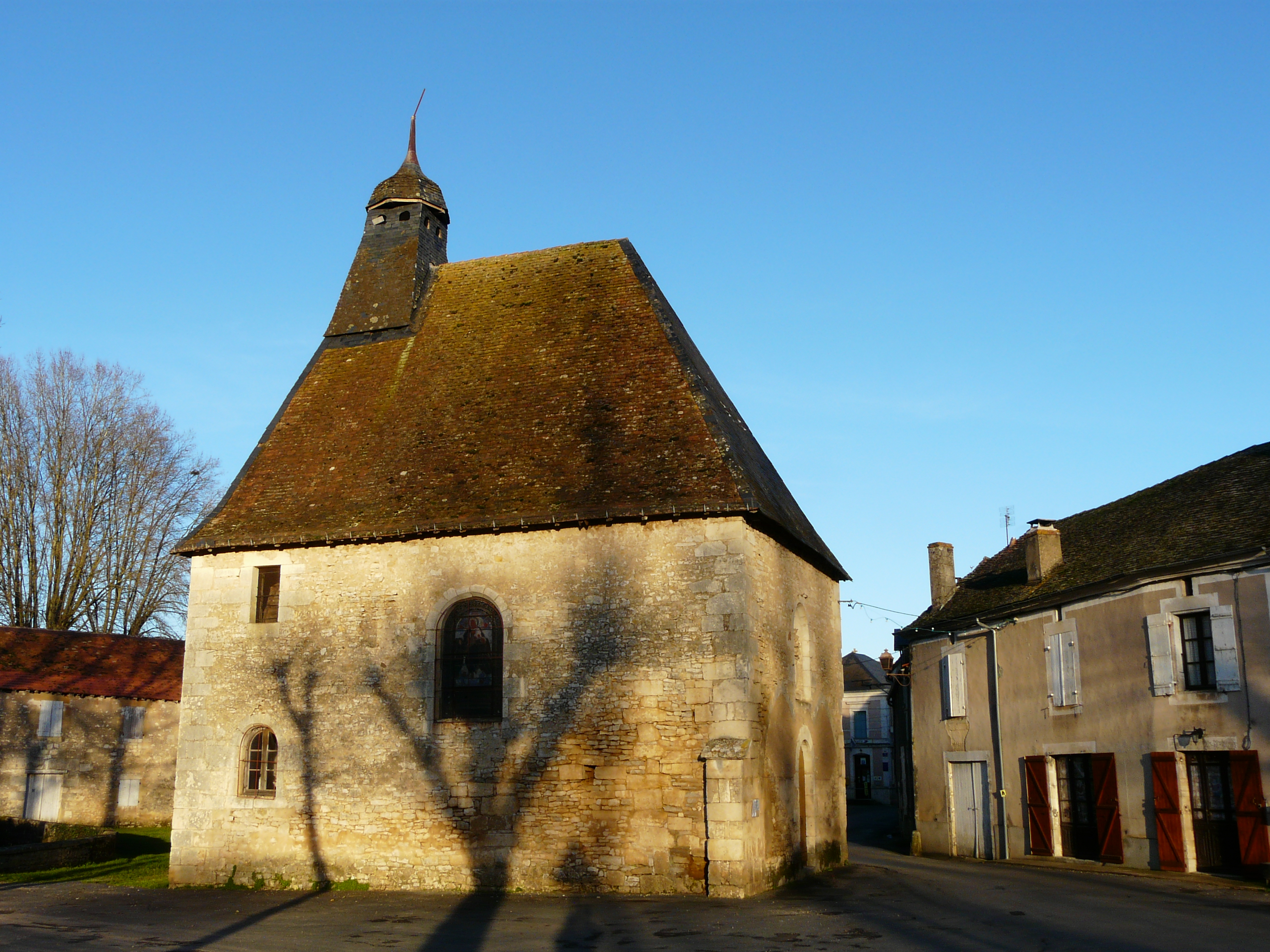
Kapelle Notre-Dame du Pont
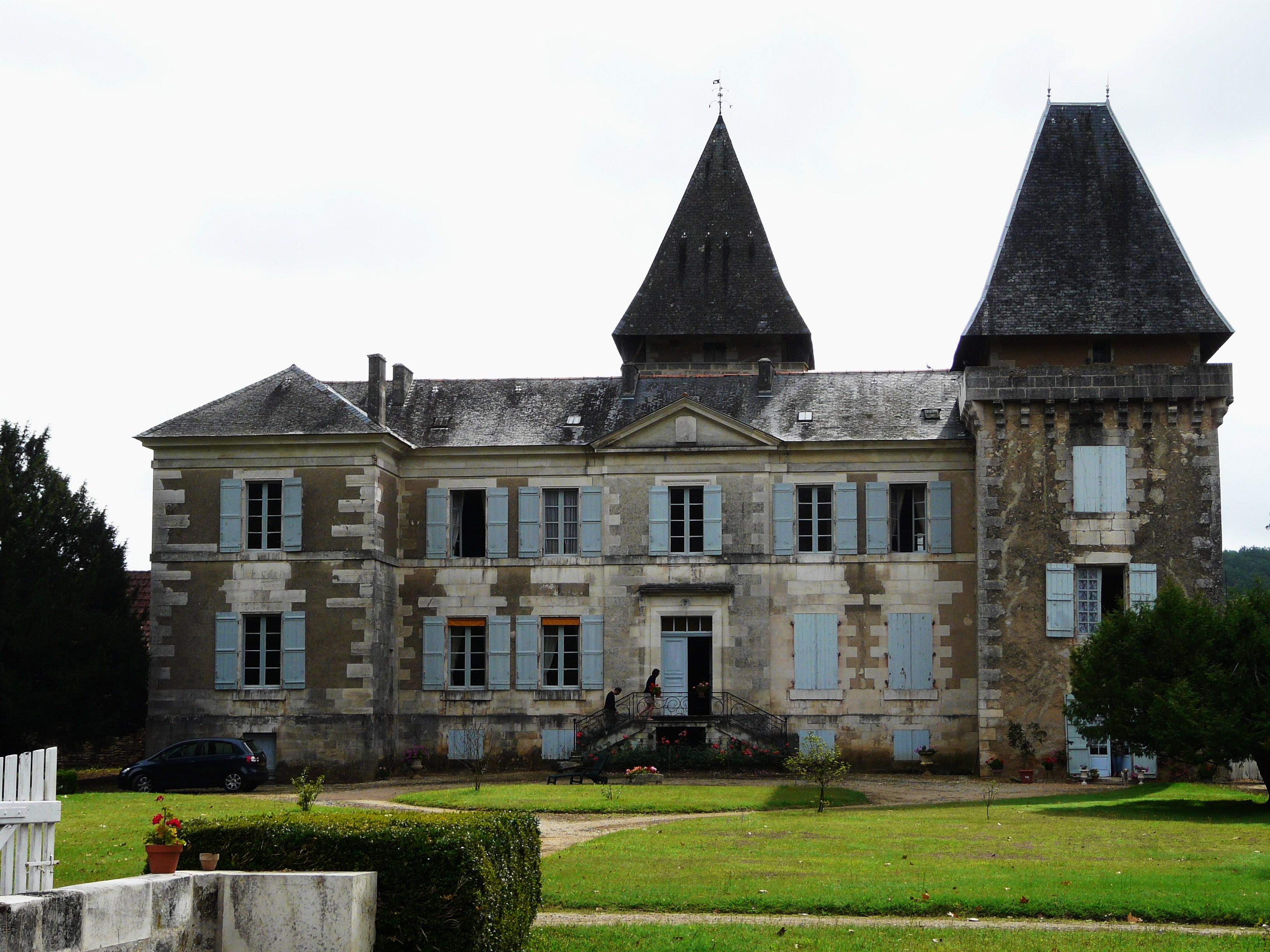
Schloss Conty
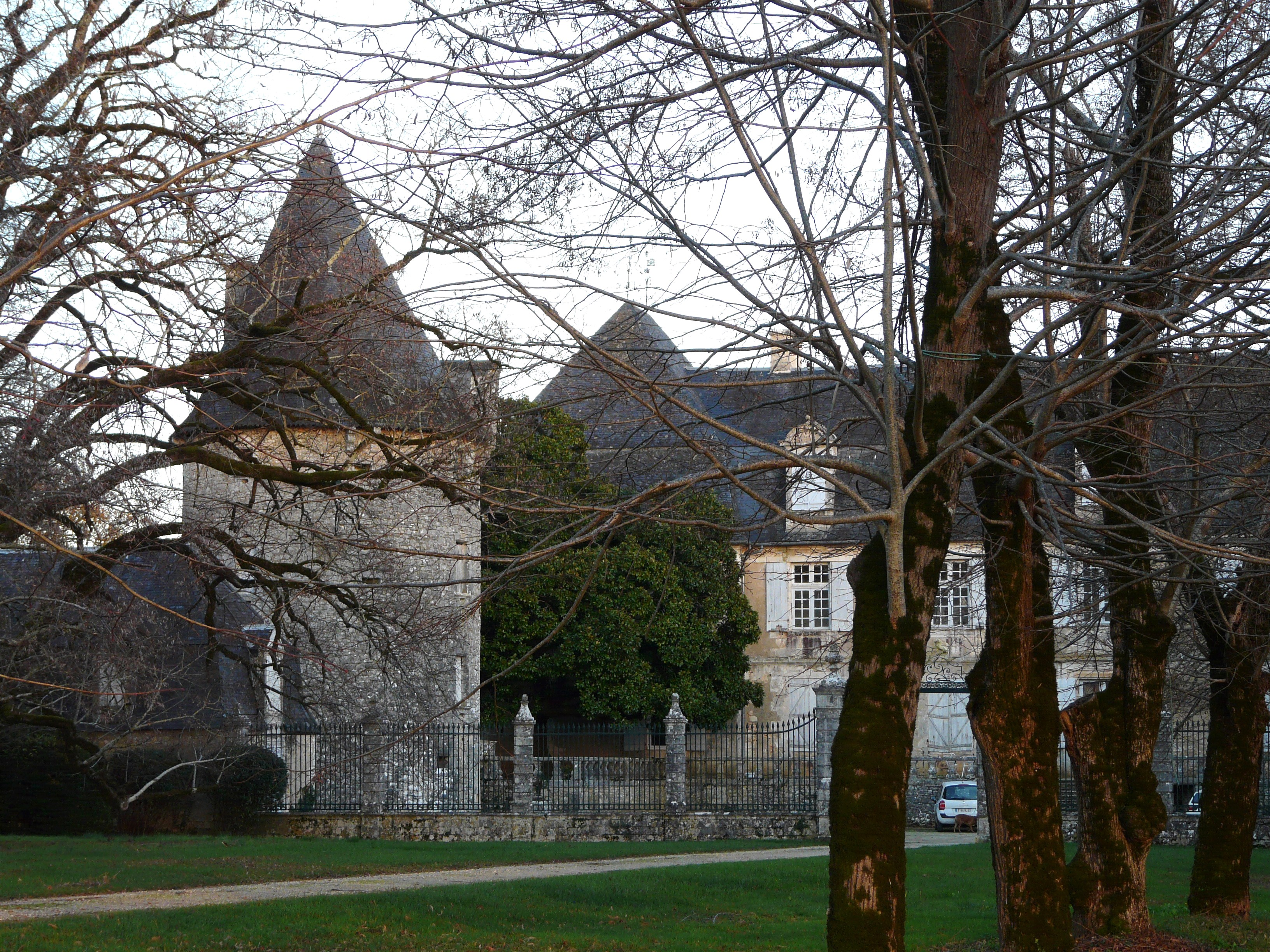
Schloss La Cousse
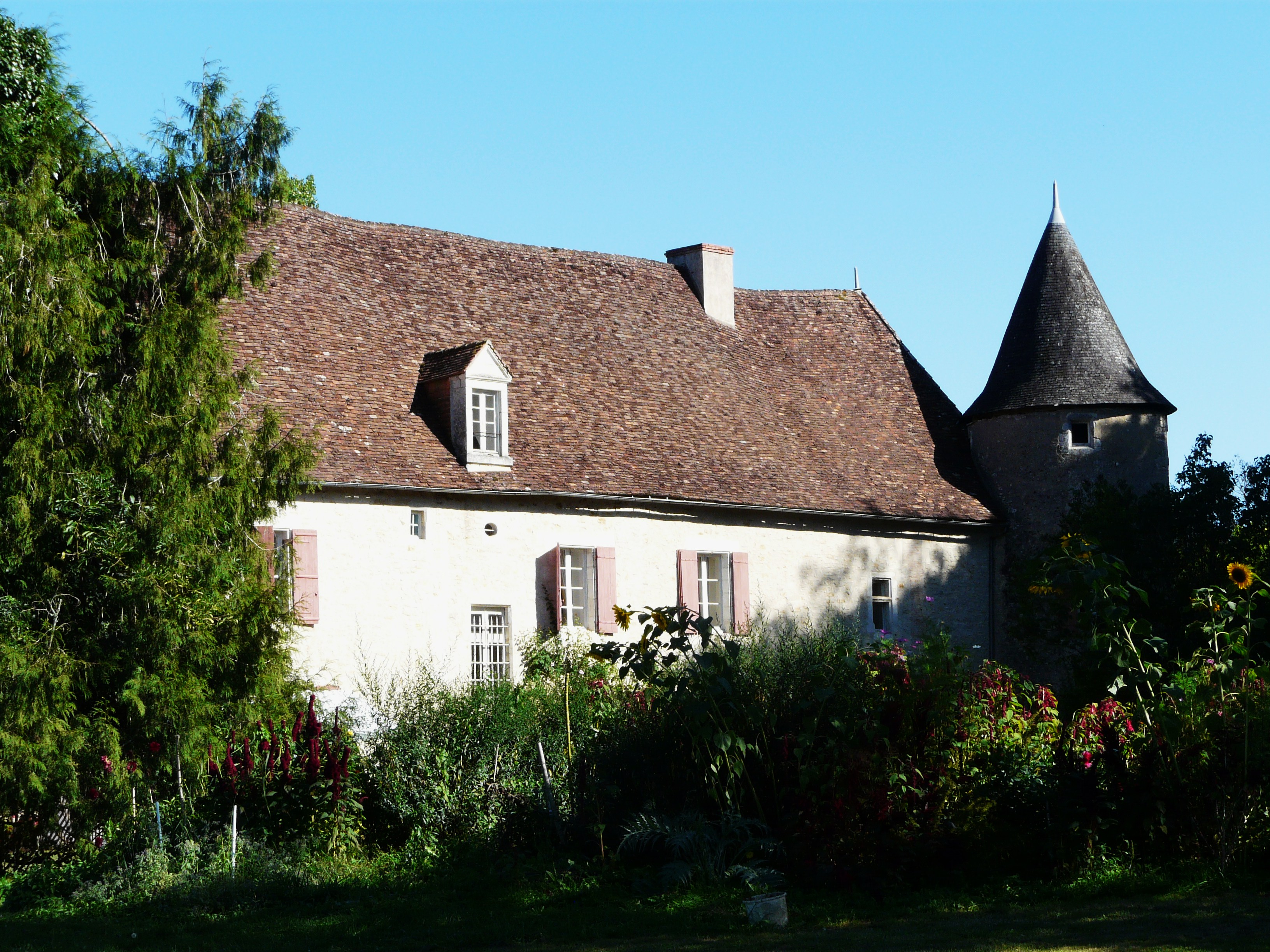
Schloss Glane
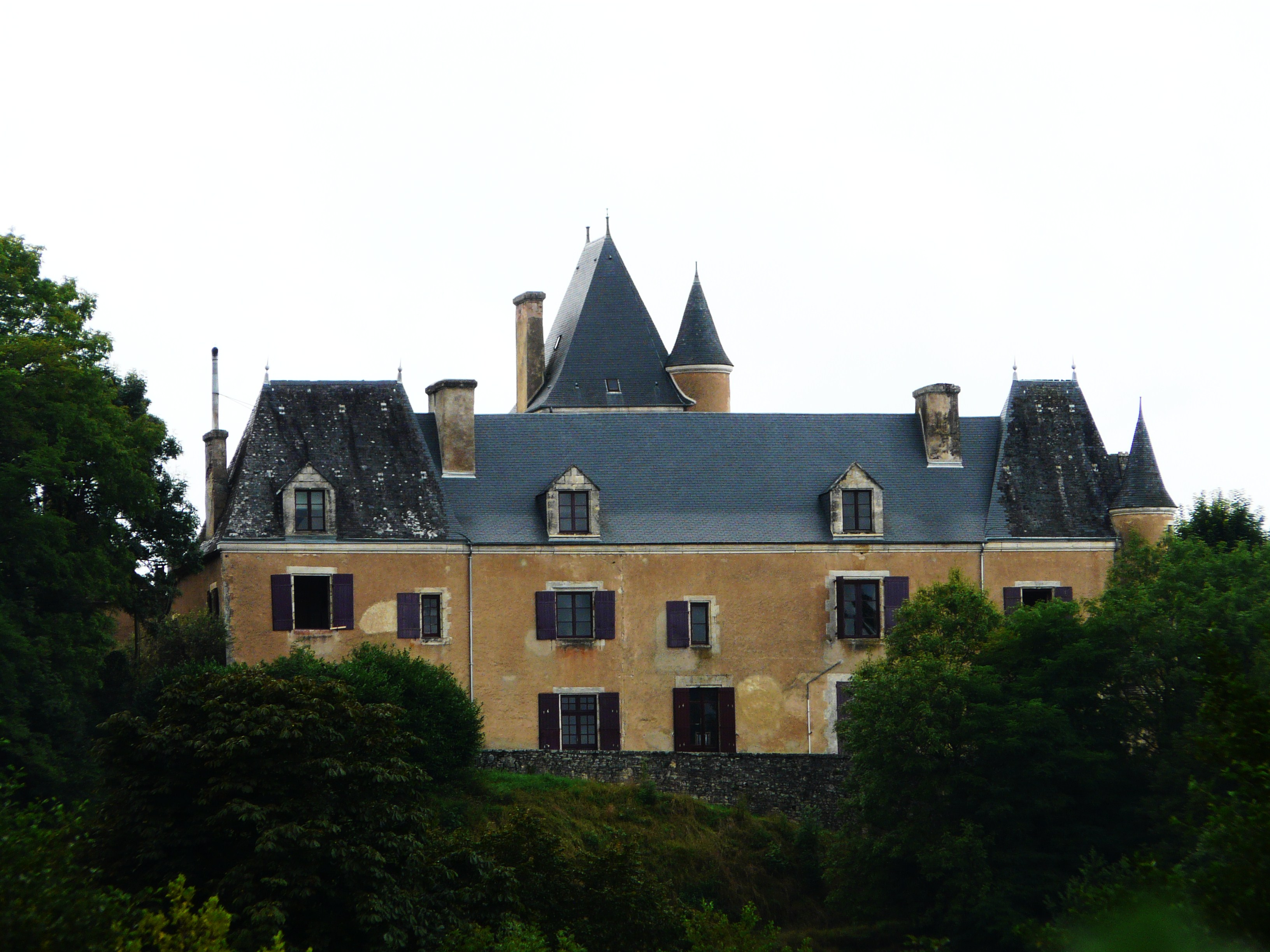
Schloss La Reille
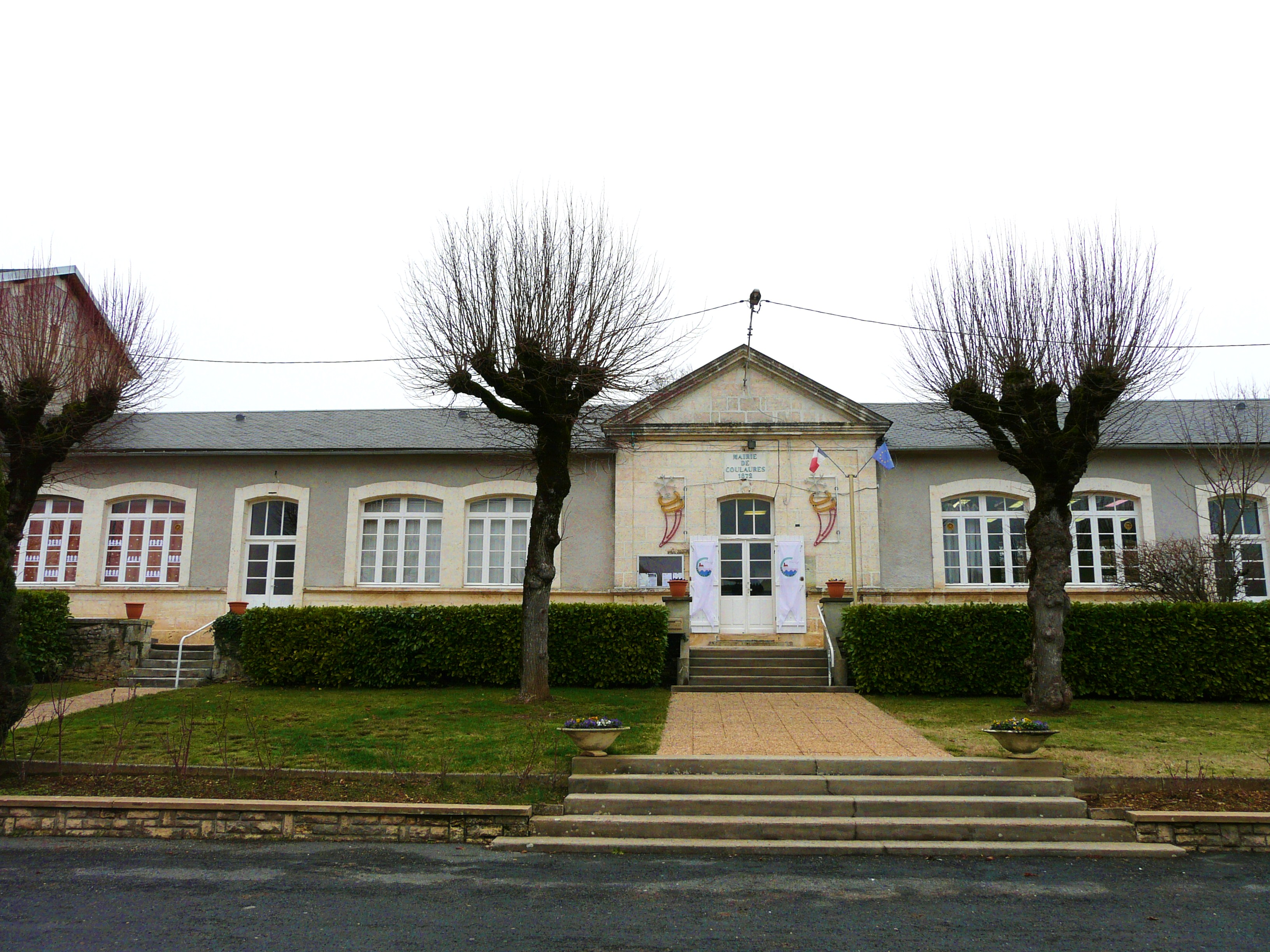
Rathaus